# South African Open (теніс) 1972
South African Open 1972, також відомий за назвою спонсора як South African Breweries Open, - чоловічий і жіночий тенісний турнір, що проходив на кортах з твердим покриттям на Ellis Park Tennis Stadium у Йоганнесбургу (ПАР). Належав до Commercial Union Assurance Grand Prix 1972. Відбувсь ушістдесятдев'яте і тривав з 8 квітня до 13 квітня 1972 року. Турнір відвідала рекордна кількість глядачів - 85 тис. Гравцям World Championship Tennis (WCT) було заборонено брати участь. Кліфф Річі та Івонн Гулагонг виграли чоловічі та жіночі змагання в одиночному розряді, заробивши відповідно £2,570 і £1,030.

## Фінальна частина

### Одиночний розряд, чоловіки
Кліфф Річі —  Мануель Орантес 6–4, 7–5, 3–6, 6–4 

### Одиночний розряд, жінки
Івонн Гулагонг —  Вірджинія Вейд 4–6, 6–3, 6–0

### Парний розряд, чоловіки
Боб Г'юїтт /  Фрю Макміллан —  Жорж Говен /  Ray Moore 6–2, 6–2, 6–4

### Парний розряд, жінки
Івонн Гулагонг /  Гелен Гурлей —  Вінні Шоу /  Джойс Вільямс 6–4, 6–4

### Змішаний парний розряд
Вірджинія Вейд /  Мартін Малліген —  Patricia Pretorius /  Фрю Макміллан 6–0, 4–6, 6–4